# Stephon Harris
Stephon Harris (Stefon Harris) – (ur. 23 marca 1973) – amerykański muzyk jazzowy, wibrafonista.
Występował na wielu światowych halach koncertowych, m.in. Lincoln Center's Alice Tully Hall, The Kennedy Center, San Francisco's Herbst Theater, UCLA's Royce Hall, Chicago's Symphony Center, Detroit's Orchestra Hall, The Sydney Opera House. Poza tym występował na North Sea Jazz Festival, Istanbul Jazz Festival, the Umbria Jazz Festival, nie licząc wielu innych prestiżowych festiwali.

## Dyskografia
- A cloud of red dust (1998)
- Black action figure (1999)
- Kindred (2001)
- The grand unification theory (2003)
- Evolution (2004)
- African Tarantella (2006)

## Nagrody i wyróżnienia
- Nominacja do nagrody Grammy (najlepszy album jazzowy)
- Nominacja magazynu North Sea Jazz z Holandii do International 2002 Bird Award (artysta zasługujący na najwyższe uznanie)
- Jazztimes (debiut roku)
- Newsweek's (najlepsza płyta jazzowa, najlepszy nowy talent)
- Sondaż czytelników Jazziz Magazine (najlepszy wibrafonista)
- Chicago Tribune's (debiut roku)